# لغط سباتي
اللغط السباتي أو الجلب السباتي (بالإنجليزية: Carotid bruit)‏ هو صوت لغط وعائي، يُمكن تميزه بتسمع الشريان السباتي أثناء انقباض القلب.

## الحالات المرتبطة
قد يحدث اللغط السباتي نتيجة لتضيق الشريان السباتي (رغم نفي البعض لذلك)؛ ومع هذا فإن معظم الألغاط السباتية، خاصة تلك الموجودة في المرضى الأصغر سنا أو غير المصابين بأعراض، لا ترتبط بأي مرض وتسمى "ألغاط سباتية بريئة". يٌعتبر من غير المرجح سماع صوت لغط الشريان السباتي إذا كان التضيق يسد أقل من 40% من قطر الشريان. وبالمثل، قد لا يُسمع تضيق أكبر من 90% ، لأن تدفق الدم قد يكون منخفضًا للغاية.
يحدث الاكتشاف العارض للعديد من ألغاط السباتي بالمصادفة في مريض لا يشكو من أعراض. ولا يشير وجود اللغط السباتي وحده إلى وجود تضيق بالشريان السباتي، ولا يمكن استخدام الفحص البدني لتقدير درجة التضيق، لذلك يجب تقييم أي لغط عن طريق الموجات فوق الصوتية أو التصوير الاشاعي.